# Trigonognatha
Trigonognatha is een geslacht van kevers uit de familie van de loopkevers (Carabidae). De wetenschappelijke naam van het geslacht is voor het eerst geldig gepubliceerd in 1858 door Motschulsky.

## Soorten
Het geslacht Trigonognatha omvat de volgende soorten:
- Trigonognatha andrewesi Jedlicka, 1932
- Trigonognatha asperipennis Habu, 1978
- Trigonognatha aurescens Bates, 1883
- Trigonognatha becvari Sciaky, 1995
- Trigonognatha bicolor Lassalle, 2010
- Trigonognatha birmanica Lassalle, 2010
- Trigonognatha brancuccii Sciaky, 1995
- Trigonognatha cavazzutii Casale et Sciaky, 1994
- Trigonognatha cordicollis Sciaky et Wrase, 1997
- Trigonognatha coreanus (Tschitscherine, 1895)
- Trigonognatha cuprescens Motschulsky, 1858
- Trigonognatha delavayi (Fairmaire, 1888)
- Trigonognatha echarouxi Lassalle, 2010
- Trigonognatha eous (Tschitscherine, 1894)
- Trigonognatha fairmairei Sciaky, 1995
- Trigonognatha feanus (Bates, 1892)
- Trigonognatha formosanus Jedlicka, 1940
- Trigonognatha hauseri Jedlicka, 1933
- Trigonognatha hubeica Facchini & Sciaky, 2003
- Trigonognatha jaechi Sciaky, 1995
- Trigonognatha kutsherai Sciaky et Wrase, 1997
- Trigonognatha latibasis Sciaky et Wrase, 1997
- Trigonognatha princeps Bates, 1883
- Trigonognatha robustus (Fairmaire, 1894)
- Trigonognatha saueri Sciaky, 1995
- Trigonognatha schuetzei Sciaky et Wrase, 1997
- Trigonognatha smetanai Sciaky, 1995
- Trigonognatha straneoi Sciaky et Wrase, 1997
- Trigonognatha uenoi Habu, 1978
- Trigonognatha vignai Casale et Sciaky, 1994
- Trigonognatha viridis Tschitscherine, 1898
- Trigonognatha xichangensis Lassalle, 2010
- Trigonognatha yunnanus Straneo, 1943